# Flavigny-sur-Ozerain
Flavigny-sur-Ozerain es una comuna francesa del departamento de Côte-d'Or en la región de Borgoña. Su casco antiguo medieval le vale estar incluido en la lista de les plus beaux villages de France, pero lo que da verdadera renombre a esta comuna es ser la cuna de las pastillas de anís Flavigny ®.
La comuna se encuentra dentro del territorio histórico de Auxois, dentro de un promontorio rodeado por los ríos Ozerain, Recluse y Verpant. Su origen data de la fundación de una abadía benedictina en el año 719 siendo estos monjes los que en iniciaron la fabricación de las grajeas que dan fama a la villa.
En Flavigny-sur-Ozerain se rodó gran parte de la película "Chocolat (película de 2000)".

## Demografía
| 591 | 437 | 385 | 435 | 411 | 341 |
| Para los censos de 1962 a 1999 la población legal corresponde a la población sin duplicidades (Fuente: INSEE [Consultar]) |     |     |     |     |     |

## Galería

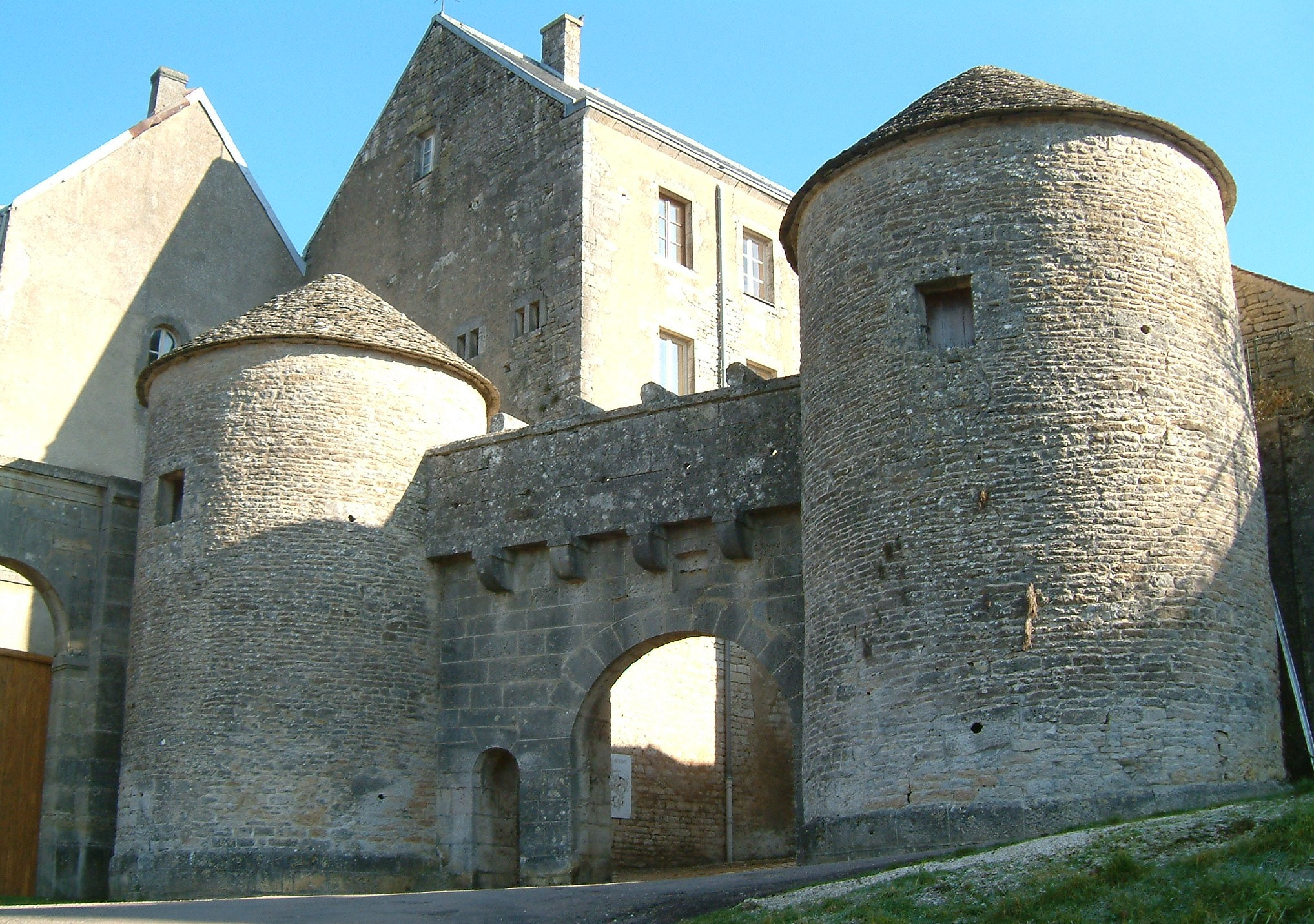
Una de las puertas de la muralla de Flavigny-sur-Ozerain
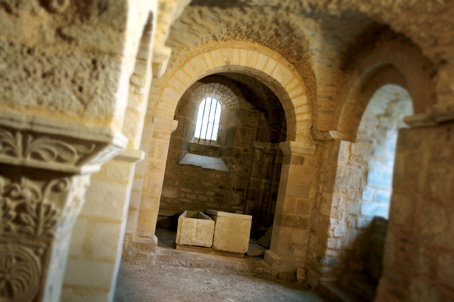
Cripta carolingia de la abadía de Saint-Pierre
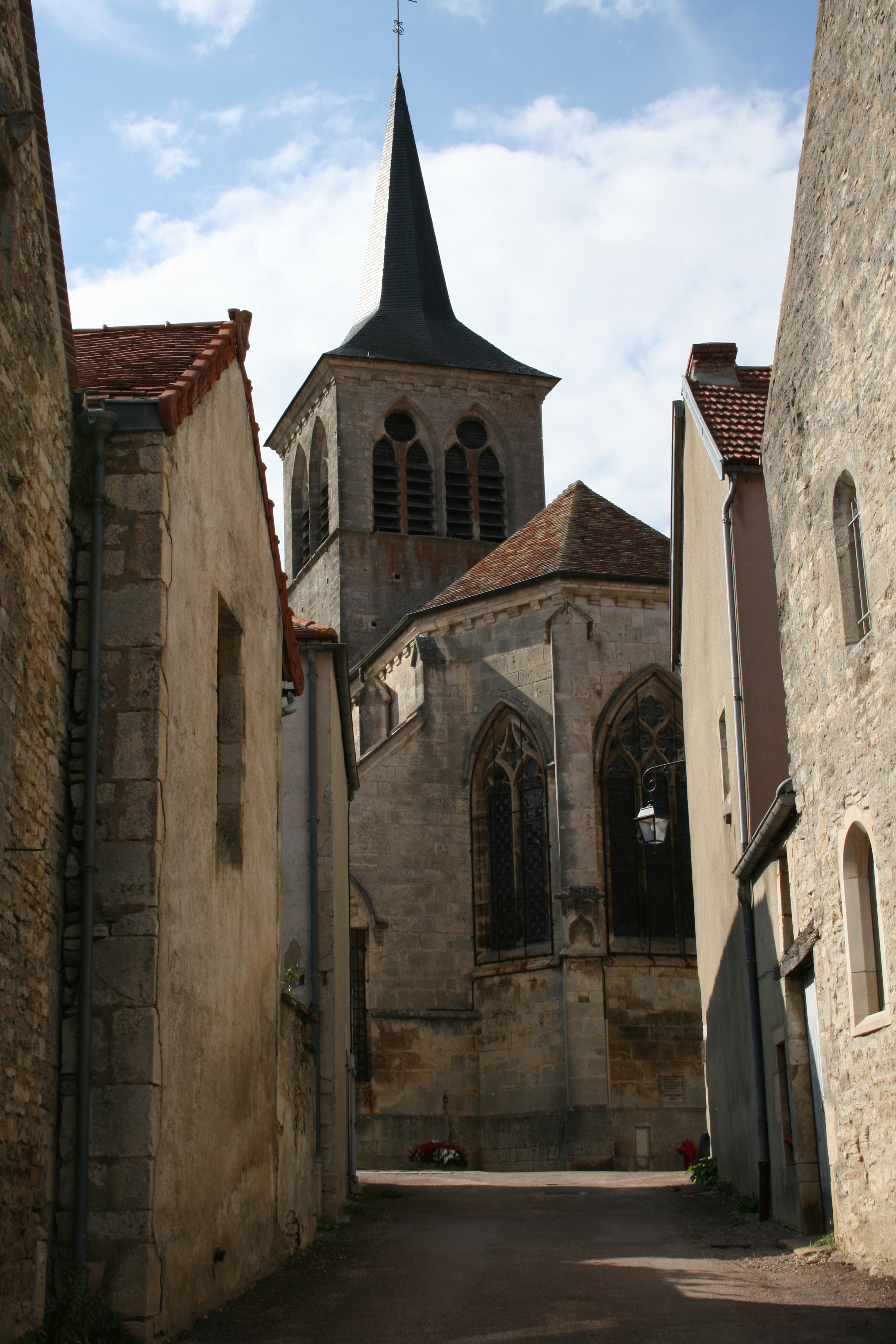
Iglesia de Saint Genest